# Бернгард Штаркбаум
Бернгард Штаркбаум (нім. Bernhard Starkbaum; нар. 19 лютого 1986, Відень) — австрійський хокеїст, воротар. Грав за збірну команду Австрії.

## Ігрова кар'єра
Професійну хокейну кар'єру розпочав 2006 року виступами за віденський «Вінер ЕВ». З 2006 по 2012 захищав кольори хокейного клубу «Філлах».
Влітку 2012 переходить до шведського МОДО, а згодом ще три сезони відіграє за «Брюнес» у травні 2016 повертається на батьківщину, де укладає контракт з «Ред Булл» (Зальцбург).
Сезон 2017–18 розпочав у складі швейцарського «Клотена», а 12 січня 2018 повертається на батьківщину до команди Австрійської хокейної ліги «Відень Кепіталс». У складі віденців грав до завершення кар'єри в 2023 році.

## На рівні збірних
Виступав у складі юніорської збірної Австрії на юніорських чемпіонатах світу 2002 та 2004 років.
У складі національної збірної Австрії виступав на чемпіонатах світу Топ-дивізіону та дивізіону I, де визначався найкращим воротарем у 2016 році.